# 인도네시아의 여자 모델 목록

## 가
- 아유 가니
- 파트리샤 구나완

## 나
- 프리시아 나수티온

## 다
- 아르티카 사리 데비
- 산드라 데위
- 아이린라츠미 디안니

## 라
- 올라 람란
- 빈디 레
- 데위 레제르
- 케빈 릴리아나

## 마
- 바비 마르가레타
- 안나 마리아 마르텐
- 루나 마야
- 추트 메메이

## 바
- 라우라 바수키
- 타마라 블레스진스키
- 티티 라조 빈탕

## 사
- 멜라니 푸트리아 데위타 사리
- 다이안 사스트와르로도요
- 나디아 사피라
- 데위 산드라
- 하피 살마
- 샤레나
- 아차 셉트리아사
- 소니아 페르기나 시트라

## 아
- 오키 아소카와티
- 나파 우르바크
- 엔드히타
- 피트리아 유수프
- 시기 위말라

## 자
- 키미 자얀티
- 니리나 주비르
- 니아 줄카르나엔

## 차
- 나디네 찬드라위나타

## 카
- 라이사 카르티카사리
- 티티 카말
- 리디아 칸도우
- 에밀리아 콘테사
- 키나료시

## 타
- 이멜다 테리네
- 쿠트 타리

## 파
- 신티야 파비놀라
- 줄리아 페레즈
- 데비 페르마타사리
- 디아 페마타 사리
- 아니사 포한
- 카리사 푸트리
- 우니퀘 프리실라

## 하
- 도나 하룬
- 아티카 하시홀란
- 헬시 헤를린다
- 나디야 후타갈룽